# 萨里亚
萨里亚，是西班牙加利西亚自治区卢戈省的一个市镇。 总面积185平方公里，总人口12887人（2001年），人口密度70人/平方公里。